# Gagner la vie
Pour plus de détails, voir Fiche technique et Distribution.
Gagner la vie (Ganhar a Vida) est un film dramatique portugais écrit et réalisé par João Canijo et sorti en 2001.
Il a été projeté dans la section Un certain regard au Festival de Cannes 2001.

## Fiche technique
- Titre original : Ganhar a Vida
- Titre français : Gagner la vie
- Réalisation : João Canijo
- Scénario : João Canijo, Pierre Hodgson, Celine Pouillon
- Photographie : Mário Castanheira
- Montage : João Braz
- Musique :
- Production :
- Sociétés de production :
- Pays de production : Portugal et France
- Langue originale : portugais
- Format : couleur
- Genre : drame
- Durée : 115 minutes
- Dates de sortie[2] :
  - France : 4 mai 2001 (Cannes Film Festival)
  - Portugal : 4 mai 2001

## Distribution
- Rita Blanco : Cidalia
- Adriano Luz (en) : Adelino
- Teresa Madruga : Célestine
- Alda Gomes : Alda
- Olivier Leite : Orlando
- Maria David : Lucie
- Yvette Caldas : Fàtima
- Jinie Rainho : Jinie
- Adélia Baltazar : Fernanda
- Luis Rego : Adérito
- Antonio Ferreira : Manuel
- Tiago Manaïa : Alvaro
- José Raposo
- Teresa Roby

## Distinctions
- (en) Gagner la vie: Awards, sur l'Internet Movie Database